# Poker Face
«Poker Face» es una canción de la artista estadounidense Lady Gaga, presente en su álbum debut, The Fame. Escrita por la cantante con apoyo del productor RedOne, se lanzó como el segundo sencillo del disco a fines de 2008 en algunos países y a principios de 2009 en el resto del mundo. Se trata de una canción de ritmo rápido, perteneciente a los géneros de electropop y dance pop. Está en la tonalidad de sol♯ menor y sigue los pasos del anterior sencillo, «Just Dance», pero con la diferencia de que es más oscura. Su temática central es la bisexualidad y fue un tributo de Gaga a sus novios, amantes del rock and roll. En la misma línea, la letra describe a una mujer que le gusta provocar la excitación.
«Poker Face» tuvo una buena recepción crítica por parte de los especialistas, quienes destacaron el sonido robótico y el estribillo de la canción. Comercialmente, fue un éxito a nivel mundial, llegando al primer puesto en las listas de territorios como los Estados Unidos, el Reino Unido, Australia, Nueva Zelanda y muchos otros países de Europa, logrando vender más de 9 millones de copias en 2009. En agosto de 2020 «Poker Face» superó las 20 millones de copias vendidas a nivel mundial, con lo que se ubicó entre los sencillos más vendidos en el mundo. El videoclip de la canción muestra a Gaga en diversos escenarios jugando al strip poker.
Como parte de la promoción, Gaga interpretó la canción en múltiples programas de televisión como American Idol ySaturday Night Live, y en festivales tales como el Radio 1's Big Weekend, el iHeartRadio Music Festival y Coachella. Además, fue incluida en el repertorio de sus giras Fame Ball, Monster Ball Tour y The Born This Way Ball. Sus interpretaciones en directo incluyen una versión electrónica y otra acústica, tocada en piano. La canción recibió nominaciones en las categorías de canción del año y grabación del año en la ceremonia de los Premios Grammy de 2010 y ganó un reconocimiento en la categoría de mejor grabación dance. La revista estadounidense Rolling Stone la colocó en el puesto 96 de su lista de las «100 mejores canciones de la década de 2000». En octubre de 2011, NME la colocó en la posición 103 de su lista de las «150 mejores canciones de los últimos quince años».

## Antecedentes

Gaga interpretando la versión acústica de «Poker Face» en su gira The Monster Ball Tour.

Lady Gaga compuso «Poker Face» junto a RedOne, quien también la produjo. La artista afirmó en una entrevista que «Poker Face» un tributo a sus «novios amantes del rock and roll» y también aseguró que el concepto central del tema se relacionaba con el sexo y el juego. En una entrevista con el periódico británico Daily Star, Gaga mencionó que la canción «es sobre muchas cosas; yo juego, pero he salido con muchos hombres que realmente les gusta tomar y jugar, así que quise hacer un tema que mis novios también disfrutarán». En una entrevista con la revista Rolling Stone, cuando le preguntaron sobre el significado del verso bluffin' with my muffin, Gaga explicó que era una metáfora sobre su vulva:

«Obviamente, ¡se trata de la cara de póquer de mi vagina! Saqué ese verso de otra que compuse pero nunca lancé, llamada "Blueberry Kisses". Se trataba de una chica cantándole a su novio que quisiera que le hiciera un cunnilingus. La línea decía: Blueberry kisses, the muffin man misses them kisses».

Durante su interpretación del tema en Palm Springs (California) el 11 de abril de 2009, la cantante explicó a la multitud el verdadero significado detrás del término poker face, empleado en la canción. Sugirió que se trataba de su experiencia personal con la bisexualidad y aclaró que «es sobre estar con un hombre pero fantaseando sobre una mujer; de ahí que el hombre debe leer su "cara de póquer"». A su vez, Brendan Sullivan, un disc-jockey amigo de la cantante, comentó que, tras la ruptura de Gaga con un novio, le preguntó qué debía hacer al respecto, a lo que contestó: «Con tipos como [él], [...] tienes que enseñarle tu cara de póquer». Ante esto, la artista se rio. Sullivan opinó además que «Poker Face» es «algo mucho más prosaico» que una fantasía sexual.

## Composición y grabación
«Poker Face» es una canción de ritmo rápido perteneciente a los géneros de electropop y dance pop que sigue los pasos del sencillo anterior de la cantante, «Just Dance». Si bien este tema pertenece al primer género, «Poker Face» presenta un sonido más confuso, aunque se escucha claramente la voz de Gaga en el estribillo. Posee un gancho perteneciente al pop y combina los sintetizadores presentes en «Just Dance» con el estilo dance de «LoveGame». Según Kerri Mason de Billboard, ambas «llevan la onda de lentejuelas y piel falsa de la escena downtown neoyorquina fuera de lo underground hasta el dial de la FM, sin perder su procacidad y descaro». Según la partitura publicada en Musicnotes.com, la canción está en un tempo de cuatro por cuatro y se interpreta a 120 pulsaciones por minuto. Se compuso en la tonalidad de sol♯ menor y el registro vocal de Gaga abarca desde la nota fa♯3 a si4. Comienza en un tempo moderado, con un arreglo de sintetizadores y el verso «Mum-mum-mum-mah». La progresión armónica para las estrofas es de sol♯ menor-sol♯ menor-mi-fa♯ y para el estribillo, sol♯-mi-si-fa♯.
En cuanto a su letra, «Poker Face» habla sobre la insinuación sexual y la excitación. En la reseña de Daily Star, se menciona que el estribillo repite dos versos diferentes. Después de Can't read my poker face («No puede leer mi cara de póquer»), se escucha desde el fondo He's got me like nobody («Él me pone como ninguno») y luego, She's got me like nobody («Ella me pone como ninguna»). Gaga explicó en una entrevista con esa misma publicación que estos versos tienen un trasfondo de confusión en cuanto al amor y al sexo. Sin embargo, en el folleto que acompaña al álbum se indica que se repite únicamente «She's got me like nobody». Según la BBC, el verso Mum-mum-mum-mah es un sample extraído del éxito de 1977 de Boney M «Ma Baker».

## Recepción

### Comentarios de la crítica
La canción ha recibido todo tipo de críticas. La BBC dijo que «expresa su deseo desmedido de fama y fortuna» y calificó a la canción como «pomposo». Bill Lamb, de About.com afirmó: «“Poker Face” funciona bien en las radios de pop, pero con pequeñas alteraciones en la mezcla, también lo haría en una atmósfera de fiesta nocturna, oscura y bochornosa. [La cantante] ha renovado el mundo pop en Estados Unidos y el Reino Unido en uno de los momentos más tranquilos del año. “Poker Face” deja los motores humeando mientras todos esperamos el próximo paso de Lady Gaga». Chris Williams, de Billboard afirmó: «Una vez más, los ganchos abundan, con [arreglos de] sintetizador inspirados de la década de 1980, estrofas robóticas y un gancho en el estribillo cálido y alegre, más adictivo todavía que el sencillo anterior. [...] Con su estilo artístico marcado, sus modales fanfarrones en las entrevistas y sobre todo, una fantástica colección de perlas pop, Gaga está jugando bien sus cartas, y “Poker” es otro as evidente».
Sal Cinquemani, de Slant Magazine incluyó «Poker Face» dentro del grupo de canciones «que funcionan» en The Fame, entre las que también menciona «Starstruck», «Paper Gangsta» y «Summerboy». Matthew Chrisling de Allmusic la llamó «pegadiza» y junto con la canción «The Fame», la elogió por «rejuvenecer la vibración de la segunda mitad del álbum». Andy Downing, de The Chicago Tribune, en su reseña de la gira de Gaga The Fame Ball Tour, la llamó «vivaz». Evan Sawdey, de PopMatters comentó que «Poker Face», como así también «Paparazzi» avanzan sobre el mismo «territorio deslumbrante que el sencillo anterior, “Just Dance” ya ha atravesado, pero nunca se siente que Gaga esté deliberadamente copiándose a sí misma». En una reseña de The Fame Ball Tour, la revista Rolling Stone comparó la versión acústica en directo de la canción con los trabajos de Amy Winehouse. Erika Hobert, de New Times Broward-Palm Beach la llamó «europop basura».
«Poker Face» recibió múltiples nominaciones y galardones en distintas ceremonias de premiación, entre las cuales se destacan los Premios Grammy, donde la canción fue nominadaa canción del año y grabación del año, además de ganar en la categoría de mejor grabación dance/electrónica.

### Rendimiento comercial
«Poker Face» tuvo un destacado éxito comercial, liderando las listas en más de dieciocho países. De acuerdo con la Federación Internacional de la Industria Fonográfica, la canción logró vender más de 9 800 000 copias digitales en 2009, convirtiéndose en el sencillo más vendido del año. En agosto de 2020, «Poker Face» superó las 20 millones de copias vendidas a nivel mundial, convirtiéndose en uno de los sencillos más vendidos en el mundo.
En los Estados Unidos, la canción debutó en el puesto noventa y dos del Billboard Hot 100 en la semana del 3 de enero de 2009. Luego de lograr subir a los primeros puestos durante las siguientes ediciones, «Poker Face» logró encabezar el listado en la semana del 11 de abril de 2009. De esta forma, fue la primera vez que un artista nuevo logra tener dos sencillos en el primer lugar de esta lista desde Christina Aguilera. Por otro lado, también llegó al primer lugar de Billboard Dance/Club Play Songs, Hot Dance Airplay y Hot Dance Singles Sales. De esta forma, Gaga se convirtió en la primera artista desde Madonna en 2006 con «Sorry» en poseer dos sencillos en la primera posición de las listas de género dance simultáneamente. La canción encabezó las listas Pop Songs, Digital Songs, y al puesto dos en Radio Songs, entre otros. Hacia enero de 2012, «Poker Face» había vendido más de 6 529 000 copias digitales solamente en los Estados Unidos, según Nielsen Soundscan. Además, recibió cinco discos de platino otorgados por la RIAA. «Poker Face» fue así el cuarto sencillo con mayor cantidad de ventas en formato digital, superado por «I Gotta Feeling» de los Black Eyed Peas, «Hips Don't Lie» de Shakira y «Just Dance». De esta manera, Gaga fue la primera artista en tener dos canciones que superaran los seis millones de ventas. Hasta el 25 de febrero de 2018, había vendido 7.5 millones de copias en los Estados Unidos. En Canadá, «Poker Face» debutó en el puesto cuarenta y uno durante la edición de Billboard del 6 de septiembre de 2008. Finalmente, durante la semana que terminaba el día 13 de diciembre de 2008, le arrebató el puesto número uno a «Hot n Cold» de Katy Perry y se mantuvo allí durante nueve semanas, ocho de ellas consecutivas. Gracias a ello, «Poker Face» recibió ocho discos de platino otorgados por la CRIA, tras vender 320 000 copias en formato digital.

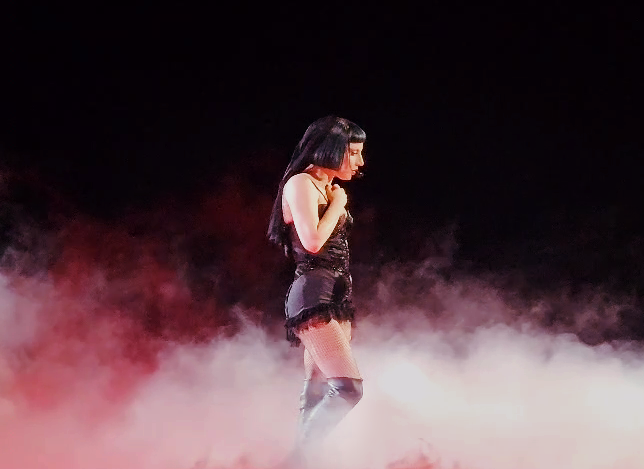
Gaga interpretando «Poker Face» en su concierto en la playa de Copacabana en 2025.

En Europa, «Poker Face» tuvo un gran éxito y fue la canción más vendida de 2009. En el Reino Unido, debutó en el puesto treinta de la UK Singles Chart en la edición del 18 de enero de 2009, cuando, paralelamente, «Just Dance» alcanzaba por segunda vez el número uno en el país. Luego de varias semanas escalando posiciones en la lista, «Poker Face» figuró en la primera posición en la edición del 28 de marzo de 2009, donde permaneció tres semanas consecutivas. La canción recibió cuatro discos de platino otorgado por la BPI, y logró vender, según la empresa The Official Charts Company, más de 2 4 millones de copias en el país. Además, se convirtió en el sencillo con mayor cantidad de ventas del 2009 en el Reino Unido. En Alemania, «Poker Face» disfrutó de un éxito temprano, ya que debutó en la segunda posición de la lista oficial del país. A la semana siguiente, alcanzó el puesto número uno, donde se mantuvo durante trece semanas, once de ellas consecutivas. En total, se mantuvo durante sesenta y siete semanas en el conteo. Habiendo recibido cinco discos de platino otorgados por la BVMI, la canción vendió más de 500 000 copias en el país, lo que hizo que Gaga fuera la artista con mayor cantidad de ventas en Alemania. Además, se convirtió en el sencillo más exitoso del 2009 en el país. De igual manera, en Francia, «Poker Face» debutó en el segundo puesto el 31 de enero de 2009, y luego de permanecer varias semanas en el mismo puesto, ascendió al puesto número uno, donde estuvo durante cuatro semanas no consecutivas. De este modo, la canción figuró en el cuarto lugar a fin de 2009. También encabezó las listas de países como Austria, Bélgica (en Flandes y Valonia), Dinamarca, Eslovaquia, Finlandia, Irlanda, Noruega, los Países Bajos, Suecia y Suiza, mientras que quedó en el segundo puesto en las principales listas españolas, italianas y checas. Por su parte, fue el sencillo más exitoso del 2009 en Austria, Bélgica y Suiza. En España, la canción figuró en el puesto trece del top 50 anual de 2009 de las listas de Promusicae. Además, recibió dos discos de platino otorgados por esta organización en dicho año y permaneció en total treinta y dos semanas en las listas del país.
En Oceanía, «Poker Face» disfrutó de un gran éxito. Por su parte, en Australia, la canción entró a la lista realizada por la ARIA a principios de octubre de 2008 en el puesto veintiséis. Luego de varias semanas, el 23 de noviembre de 2008, alcanzó el puesto número uno, donde se mantuvo durante ocho semanas no consecutivas. De esta forma, recibió seis discos de platino entregados por la ARIA, debido a la venta de 420 000 copias legales. «Poker Face» apareció en las listas anuales de Australia durante 2008 y 2009, en los puestos catorce y once, respectivamente. En Nueva Zelanda, el sencillo debutó en el puesto veintiuno el 6 de octubre de 2008, y luego, en la edición del 10 de noviembre de 2008, alcanzó el primer puesto y se mantuvo allí un total de diez semanas consecutivas. Así, recibió dos discos de platino entregados por la RIANZ, por vender más de 30 000 copias. Por su parte, el sencillo quedó en las listas anuales del país durante 2008 y 2009 en los puestos seis y quince respectivamente.

## Video musical

Lady Gaga interpretando «Poker Face» durante la gira The Monster Ball Tour en el Reino Unido.

### Producción
El video musical de «Poker Face», dirigido por Ray Kay y asistido por Anthony Mandler, se filmó en una zona residencial de la PokerIsland de Bwin. La compañía también aportó el equipo de póquer y en retorno, se le hizo publicidad. El video se transmitió por primera vez el 22 de octubre de 2008. Gaga explicó en el decimonoveno episodio de su serie Transmisión Gagavision el sentido del video de «Poker Face». Afirmó que ella «quería que fuera sexy, así que pensé en no [usar] pantalones, porque eso es sexy; también quería que fuera futurístico, así que pensé en usar hombreras [porque] creo que es lo mío». En algunas versiones del tema, las palabras muffin (literalmente ‘magdalena’, término que hace referencia a la vagina), russian roulette (‘ruleta rusa’) y gun (‘pistola’) están censuradas. El 21 de junio de 2009, ganó el premio a mejor video de artista internacional en la edición de 2009 de los MuchMusic Video Awards. Además, recibió cuatro nominaciones en dicha edición, en las categorías de video del año, mejor nuevo artista, mejor video femenino y mejor video de pop. Además de tener cuatro nominaciones por «Paparazzi», Gaga fue, junto a Beyoncé, la artista que más nominaciones tuvo para estos galardones ese año.
En el video, Gaga usa un antifaz hecho con espejos, idéntico al utilizado por Róisín Murphy, además de una «pieza metálica en la mejilla izquierda». También usa el cabello recogido en la coronilla con un moño; el peinado fue implementado por el grupo de new wave B-52s en 1983 y fue copiado por Karl Lagerfeld en su desfile para Chanel de 2010. Además, la biógrafa Maureen Callahan definió la manicura de Gaga en el video como «genial».

### Trama
El video transcurre en una piscina y en una mansión. Comienza con Gaga emergiendo de la piscina, usando un antifaz hecho de espejos y un traje negro, con dos perros gran danés a su lado (Lava y su hijo, Rumpus). Luego, arroja la máscara a un lado, seguido por un primer plano de Gaga cantando. También usa una etiqueta metalizada en su mejilla derecha. Asimismo, se presentan escenas de Gaga en una mansión y con sus bailarines cerca de la piscina y usando un leotardo con hombreras color turquesa. Luego, Gaga llega a una fiesta donde cada invitado prueba suerte en una partida de strip poker. El evento se vuelve cada vez más salvaje cuando todos quedan en ropa interior, bailan y se besan. También se aprecian dos perros de dicha raza y muchos maniquíes alrededor de la piscina a modo de decoración. Durante el interludio instrumental, se ve la cantante usando unos anteojos donde se lee Pop culture (‘cultura pop’). El video finaliza con un primer plano de Gaga cantando Mum-mum-mum-ma.

## Interpretaciones en directo

Gaga interpretando la versión acústica de «Poker Face» durante su gira The Fame Ball Tour en 2009. En dichas actuaciones, la cantante llevaba un vestido de burbujas transparentes de plástico y tacones de aguja.

Lady Gaga interpretó la canción en numerosos eventos, incluyendo AOL Sessions, Cherrytree House de Interscope Records y MTV Sessions. Gaga interpretó la versión original y acústica del tema durante su gira The Fame Ball Tour. Cantaba la segunda usando un vestido de burbujas transparentes de plástico y tacones de aguja y tocando un piano de plexiglás junto a un maniquí brillante. La versión original se interpretaba al final de la canción «Boys, Boys, Boys». Comenzaba diciendo que «algunos dicen que Lady Gaga es una mentira, y tienen razón: soy una mentira y todos los días mato para hacerla realidad». Gaga usaba un leotardo similar a un corsé con cristales y un sombrero durante su interpretación. El sombrero y los guantes sin dedos que usaba estaban decorados con la palabra «Gaga».
El 1 de abril de 2009 Gaga interpretó ambas versiones de la canción en el programa de Fox American Idol. La presentación comenzó con ella sentada en un piano transparente relleno con burbujas bañado en una luz rosada. Comenzó a cantar la segunda estrofa del tema con un estilo influido por Bette Midler y acompañada por un violinista. Estaba vestida con hombreras brillantes de aluminio y una peluca rubia. Tras el primer estribillo, el ritmo se aceleró. Gaga se levantó de su asiento y comenzó a cantar en mitad del escenario. En ese momento, uno de sus bailarines le quitó las hombreras y la dejó sólo con un leotardo. A medida que la canción transcurría, el violinista tocaba más rápido y Gaga danzaba frenéticamente en el escenario. El espectáculo finalizó con Gaga frente al público. Por otra parte, MTV comentó que se la ha descrito como una «drag queen extraterrestre» y dijo que dejó al público «un tanto sorprendido» con su interpretación. Cortney Harding de Billboard afirmó: «[Fue] la coronación de Gaga en la televisión [...] mostrando a Estados Unidos que [era] una estrella del pop».
Gaga interpretó la versión acústica en directo para la BBC el 19 de abril de 2009. Además, la cantó en el programa The Paul O'Grady Show en el Reino Unido. Allí tocó la versión acústica antes de la original, y una versión con influencias de rock en Fridat Night with Jonathan Ross. El 12 de mayo de 2009, Gaga cantó «Poker Face» en The Ellen DeGeneres Show usando un giroscopio en su cabeza, diseñado por Nasir Mazhar y tocando el piano sentada en un taburete. Gaga llamó al giroscopio la «barrera Gaga», debido a que impidió que la conductora la saludara a causa de su gran tamaño. Se interpretó una versión remezclada de la canción y de «LoveGame» en la edición de 2009 de los MuchMusic Video Awards. Este espectáculo, con Gaga bailando con falsos policías, se considera un tributo a la ciudad de Nueva York. Un fragmento de la canción también se cantó en la temporada número 35 de la comedia estadounidense Saturday Night Live, donde Gaga estaba rodeada de esferas circulares con anillos concéntricos. Además, se la interpretó la cantó en la gira The Monster Ball Tour. Para la versión en piano, Gaga de balanceaba en el taburete del piano y levantaba una pierna en el aire. El rapero Kid Cudi interpretó con ella «Make Her Say», que contiene un sample de «Poker Face». La versión original se interpretó en el último segmento del espectáculo, donde Gaga usó un vestido hecho de pistolas y levantaba sus manos para acompañar la canción.

Lady Gaga cantando «Poker Face» durante su gira The Fame Ball Tour.

El 15 de mayo de 2011, la cantante interpretó «Poker Face» en el festival británico Radio 1's Big Weekend, que tuvo lugar en Carlisle; allí, Gaga cantó también sus éxitos «Bad Romance», «The Edge of Glory», «Alejandro», «Telephone», «Just Dance», «Judas», «Born This Way» y «Yoü and I», y luego, la cantó en el Sydney Monster Hall, junto con otras de sus canciones. El 24 de septiembre de 2011, la cantante se presentó en el iHeartRadio Music Festival, donde cantó «Poker Face» junto con canciones de sus álbumes The Fame, The Fame Monster y Born This Way: «Just Dance», «LoveGame», «Paparazzi», «Bad Romance», «Telephone», «Alejandro», «Born This Way», «Judas», «The Edge of Glory», «Yoü and I», «Hair» y «Scheiße». Además de ello, interpretó junto al cantante británico Sting otras dos canciones: «Stand By Me», de Ben E. King, y «King of Pain» de los Police. También fue incluida en el repertorio de sus giras artRAVE: The ARTPOP Ball Tour, Joanne World Tour y The Chromatica Ball. Igualmente, figuró en el repertorio de sus residencias Lady Gaga Live at Roseland Ballroom y Lady Gaga: Enigma.
El 5 de febrero de 2017, Gaga la interpretó en el espectáculo de medio tiempo del Super Bowl LI junto a otros de sus temas como «Million Reasons», «Born This Way», «Telephone», «Just Dance» y «Bad Romance». Durante la actuación, entró al estadio suspendida por dos cables y la cantó en el escenario principal usando un overol plateado.

## Versiones de otros artistas
Varios artistas han realizado su propia versión de la canción, o la han interpretado en conciertos o programas diversos. El 12 de julio de 2009, el músico estadounidense Chris Daughtry hizo una versión acústica de la canción para una estación de radio en Alemania. El mismo año, la banda de rock Weezer interpretó «Poker Face» en vivo durante su gira. «Poker Face» apareció en el programa de televisión estadounidense South Park, en el episodio llamado «Whale Whores», que en Hispanoamérica recibió el nombre de «Guerra de ballenas». Los personajes que la cantaron fueron Eric Cartman, Kyle y Kenny mientras jugaban a Rock Band, con las voces de Trey Parker y Matt Stone respectivamente. Más tarde, el 16 de marzo de 2010, la versión hecha por South Park se volvió una canción descargable para el videojuego, mientras que el mismo día se puso a la venta un paquete que contenía la versión original de la canción, entre otras. Alex Borstein hizo una versión en el especial de Padre de familia parodiando a Marlee Matlin. El actor estadounidense Christopher Walken cantó un fragmento de «Poker Face» a capela en el programa de televisión británico Friday Night with Jonathan Ross, para Halloween de 2009. En septiembre de 2009, el cantante Mika interpretó la canción en la radio británica BBC Radio 1, en el segmento Live Lounge, donde los artistas invitados suelen cantar una canción de otros cantantes.
El sencillo «Make Her Say» del rapero Kid Cudi con Kanye West contiene un fragmento vocal de la versión acústica de «Poker Face» que Gaga realizó para su EP The Cherrytree Sessions. Originalmente, se pensó que la canción podría llamarse «I Poke Her Face», pero finalmente no fue así y de esta forma fue aceptable para las radios. West expresó a MTV que era seguidor de Lady Gaga y que estaba interesado en la canción después de ver a Gaga realizar una versión diferente de «Poker Face» en Internet. También declaró que:

«Era un sencillo para Cudi. [...] Cuando ví el video en YouTube [y] escuché [a Gaga] tocando la versión acústica, me enamoré de la canción; pude escuchar todas las líneas de la melodía. En el sencillo "Poker Face" ella canta [con un estilo] directo, casi como apurándose o salmodiando. Pero [en esta versión acústica], uno escucha las melodías de Broadway subiendo y bajando; aquello me inspiró y quise hacer un sample».
Kanye West

Al respecto, Gaga expresó su aprobación de la canción y comentó que «West tiene mucho conocimiento acerca de lo que es la canción». Las actrices Idina Menzel y Lea Michele, quienes interpretan a Shelby Corcoran y Rachel Berry respectivamente en la serie de televisión estadounidense Glee, hicieron su propia versión de «Poker Face» en el episodio «Theatricality». En una entrevista con Entertainment Weekly, Gaga declaró «me encanta Glee, el reparto y la creatividad de los escritores. Fui a una escuela de teatro musical, y solía soñar con que algún día los estudiantes podrían cantar mis canciones. No puedo esperar por que “Bad Romance” y “Poker Face” tengan el estilo de Glee». Por su parte, dicha versión ingresó en las listas de Canadá, Estados Unidos, Irlanda y Reino Unido. Alcanzó los puestos número 46 y 20 de las listas de Billboard en Canadá y Estados Unidos respectivamente, mientras que llegó al número 16 en Irlanda y al número 70 en el Reino Unido.

## Formatos yremixes
- Descarga digital

| Poker Face — Single |              |          |  |
| N.º                 | Título       | Duración |  |
| 1.                  | «Poker Face» | 3:57     |  |

| Poker Face: The Remixes EP |                                       |          |  |
| N.º                        | Título                                | Duración |  |
| 1.                         | «Poker Face» (Space Cowboy Remix)     | 4:53     |  |
| 2.                         | «Poker Face» (Dave Audé Remix)        | 8:12     |  |
| 3.                         | «Poker Face» (Jody den Broeder Remix) | 8:05     |  |

| Descarga digital — Alemania, Finlandia, Noruega, Portugal y Suiza |                                                    |          |  |
| N.º                                                               | Título                                             | Duración |  |
| 1.                                                                | «Poker Face»                                       | 3:57     |  |
| 2.                                                                | «Poker Face» (Space Cowboy Remix)                  | 4:53     |  |
| 3.                                                                | «Just Dance» (con Colby O'Donis)                   | 4:02     |  |
| 4.                                                                | «Just Dance» (Redone Remix con Kardinal Offishall) | 4:18     |  |

| Descarga digital — Australia y Nueva Zelanda |                                   |          |  |
| N.º                                          | Título                            | Duración |  |
| 1.                                           | «Poker Face»                      | 3:57     |  |
| 2.                                           | «Just Dance» (Robots to Mars Mix) | 4:38     |  |

| Descarga digital — Bélgica y Francia |                                     |          |  |
| N.º                                  | Título                              | Duración |  |
| 1.                                   | «Poker Face»                        | 3:58     |  |
| 2.                                   | «Poker Face» (Glam As You Club Mix) | 7:50     |  |
| 3.                                   | «Poker Face» (Dave Audé Remix)      | 8:14     |  |

| Descarga digital — Finlandia, Francia, Noruega y Portugal |                                       |          |  |
| N.º                                                       | Título                                | Duración |  |
| 1.                                                        | «Poker Face» (Glam As You Club Mix)   | 7:50     |  |
| 2.                                                        | «Poker Face» (Jody Den Broeder Remix) | 8:05     |  |
| 3.                                                        | «Poker Face» (LLG vs. GLG Club Mix)   | 6:30     |  |
| 4.                                                        | «Poker Face» (Dave Audé Remix)        | 8:13     |  |

| Descarga digital — Francia |                                      |          |  |
| N.º                        | Título                               | Duración |  |
| 1.                         | «Poker Face» (Glam As You Radio Mix) | 3:49     |  |
| 2.                         | «Poker Face» (Jody den Broeder Edit) | 4:21     |  |
| 3.                         | «Poker Face» (LLG vs GLG Radio Mix)  | 4:02     |  |
| 4.                         | «Poker Face» (Dave Audé Edit)        | 3:50     |  |
| 5.                         | «Poker Face» (Space Cowboy Remix)    | 4:54     |  |

| Descarga digital — Irlanda y Reino Unido |                                              |          |  |
| N.º                                      | Título                                       | Duración |  |
| 1.                                       | «Poker Face»                                 | 3:57     |  |
| 2.                                       | «Poker Face» (Tommy Sparks & The Fury Remix) | 3:56     |  |
| 3.                                       | «Poker Face» (Dave Audé Remix)               | 8:12     |  |

| Descarga digital — Reino Unido |                                              |          |  |
| N.º                            | Título                                       | Duración |  |
| 1.                             | «Poker Face»                                 | 3:57     |  |
| 2.                             | «Poker Face» (Tommy Sparks & The Fury Remix) | 3:56     |  |

- Disco de vinilo

| Disco de vinilo de siete pulgadas — Japón |                                   |          |  |
| N.º                                       | Título                            | Duración |  |
| 1.                                        | «Poker Face»                      | 3:57     |  |
| 2.                                        | «Poker Face» (Space Cowboy Remix) | 4:53     |  |

- Sencillo en CD

| Sencillo en CD — Alemania |                                                    |          |  |
| N.º                       | Título                                             | Duración |  |
| 1.                        | «Poker Face»                                       | 3:57     |  |
| 2.                        | «Just Dance» (Redone Remix con Kardinal Offishall) | 4:18     |  |

| Sencillo en CD — Alemania, Canadá y Reino Unido |                                       |          |  |
| N.º                                             | Título                                | Duración |  |
| 1.                                              | «Poker Face» (Space Cowboy Remix)     | 4:53     |  |
| 2.                                              | «Poker Face» (Jody Den Broeder Remix) | 8:05     |  |
| 3.                                              | «Poker Face» (Dave Audé Remix)        | 8:12     |  |
| 4.                                              | «Poker Face»                          | 3:57     |  |
| 5.                                              | «Poker Face» (instrumental)           | 3:57     |  |

| Sencillo en CD — Bélgica y Francia |                                     |          |  |
| N.º                                | Título                              | Duración |  |
| 1.                                 | «Poker Face»                        | 3:58     |  |
| 2.                                 | «Poker Face» (Glam As You Club Mix) | 7:50     |  |
| 3.                                 | «Poker Face» (Dave Audé Remix)      | 8:14     |  |

| Sencillo en CD — Reino Unido |                                              |          |  |
| N.º                          | Título                                       | Duración |  |
| 1.                           | «Poker Face»                                 | 3:57     |  |
| 2.                           | «Poker Face» (Tommy Sparks & The Fury Remix) | 3:56     |  |

## Posicionamiento en listas

### Semanales
| País              | Lista                     | Mejor posición |
| ----------------- | ------------------------- | -------------- |
| Alemania          | German Singles Chart      | 1              |
| Australia         | Australian Singles Chart  | 1              |
| Austria           | Austrian Singles Chart    | 1              |
| Bélgica (Flandes) | Ultratop 50 Singles       | 1              |
| Bélgica (Valonia) | Ultratop 40 Singles       | 1              |
| Canadá            | Canadian Hot 100          | 1              |
| Dinamarca         | Danish Singles Chart      | 1              |
| Eslovaquia        | Radio Top 100 Chart       | 1              |
| España            | Spanish Singles Chart     | 2              |
| Estados Unidos    | Billboard Hot 100         | 1              |
| Estados Unidos    | Pop Songs                 | 1              |
| Estados Unidos    | Dance/Club Play Songs     | 1              |
| Finlandia         | Finnish Singles Chart     | 1              |
| Francia           | French Singles Chart      | 1              |
| Hungría           | Hungarian Singles Chart   | 6              |
| Irlanda           | Irish Singles Chart       | 1              |
| Italia            | Italian Singles Chart     | 2              |
| Japón             | Japan Hot 100             | 21             |
| Noruega           | Norwegian Singles Chart   | 1              |
| Nueva Zelanda     | New Zealand Singles Chart | 1              |
| Países Bajos      | Dutch Top 40              | 1              |
| Reino Unido       | UK Singles Chart          | 1              |
| República Checa   | Radio Top 100 Chart       | 2              |
| Suecia            | Swedish Singles Chart     | 1              |
| Suiza             | Swiss Singles Chart       | 1              |
| Europa            | European Hot 100          | 1              |

- Ver lista de predecesores y sucesores

| Anteriores: «Sex on Fire» de Kings of Leon «You» de Wes Carr                                                                                      | Australian Singles Chart — Sencillo N°1 17 de noviembre de 2008 — 14 de diciembre de 2008 22 de diciembre de 2008 — 18 de enero de 2009                              | Siguientes: «You» de Wes Carr «Burn» de Jessica Mauboy                                                                  |
| Anteriores: «Hot n Cold» de Katy Perry «My Life Would Suck Without You» de Kelly Clarkson                                                         | Canadian Hot 100 — Sencillo N°1 13 de diciembre de 2008 — 31 de enero de 2009 14 de febrero de 2009 — 21 de febrero de 2009                                          | Siguientes: «My Life Would Suck Without You» de Kelly Clarkson «Crack a Bottle» de Eminem con Dr. Dre y 50 Cent         |
| Anteriores: «With Every Bit of Me» de Kevin Borg «With Every Bit of Me» de Kevin Borg «3 Floors Down» de Kim                                      | Swedish Singles Chart — Sencillo N°1 16 de enero de 2009 — 23 de enero de 2009 30 de enero de 2009 — 6 de febrero de 2009 20 de febrero de 2009 — 6 de marzo de 2009 | Siguientes: «With Every Bit of Me» de Kevin Borg «Carina» de Larz-Kristerz «Med hjärtat fyllt av ljus» de Shirley Clamp |
| Anterior: «I Stay in Love» de Mariah Carey | Dance/Club Play Songs — Sencillo N°1 21 de febrero de 2009 — 28 de febrero de 2009                                                                                   | Siguiente: «What I Cannot Change» de LeAnn Rimes                                                                        |
| Anterior: «Islands in the Stream» de Vanessa Jenkins y Bryn West con Sir Tom Jones y Robin Gibb                                                   | UK Singles Chart — Sencillo N°1 22 de marzo de 2009 — 11 de abril de 2009                                                                                            | Siguiente: «I'm Not Alone» de Calvin Harris                                                                             |
| Anterior: «Right Round» de Flo Rida | Billboard Hot 100 — Sencillo N°1 11 de abril de 2009 — 18 de abril de 2009                                                                                           | Siguiente: «Boom Boom Pow» de The Black Eyed Peas                                                                       |
| Anterior: «Right Round» de Flo Rida | Pop Songs — Sencillo N°1 25 de abril de 2009 — 30 de mayo de 2009 | Siguiente: «Boom Boom Pow» de The Black Eyed Peas                                                                       |
| Anterior: «Irgendwas bleibt» de Silbermond | Swiss Singles Chart — Sencillo N°1 15 de marzo de 2009 — 10 de mayo de 2009                                                                                          | Siguiente: «Ayo Technology» de Milow                                                                                    |
| Anterior: «Dance with Somebody» de Mando Diao | Austrian Singles Chart — Sencillo N°1 6 de marzo de 2009 — 29 de mayo de 2009                                                                                        | Siguiente: «Anything But Love» de Daniel Schuhmacher                                                                    |
| Anteriores: «Si j'avais au moins...» de Mylène Farmer «Libertà» de Pep's                                                                          | French Singles Chart — Sencillo N°1 28 de febrero de 2009 — 7 de marzo de 2009 21 de marzo de 2009 — 11 de abril de 2009                                             | Siguientes: «Libertà» de Pep's «Like A Hobo» de Charlie Winston                                                         |
| Anterior: «Everything» de P-Money con Vince Harder                                                                                                | New Zealand Singles Chart — Sencillo N°1 10 de noviembre de 2008 — 19 de enero de 2009                                                                               | Siguiente: «I'm Yours» de Jason Mraz                                                                                    |
| Anteriores: «Mijn leven» de Andy Sierens A.K.A. Vijvenveertig con Hooverphonic «Mijn leven» de Andy Sierens A.K.A. Vijvenveertig con Hooverphonic | Belgian Singles Chart (Flandes) — Sencillo N°1 21 de febrero de 2009 — 28 de febrero de 2009 7 de marzo de 2009 — 2 de mayo de 2009                                  | Siguientes: «Mijn leven» de Andy Sierens A.K.A. Vijvenveertig con Hooverphonic «Düm tek tek» de Hadise                  |
| Anteriores: «Hot n Cold» de Katy Perry «Ici les Enfoirés» de Les Enfoirés                                                                         | Belgian Singles Chart (Valonia) — Sencillo N°1 14 de febrero de 2009 — 28 de marzo de 2009 4 de abril de 2009 — 25 de abril de 2009                                  | Siguientes: «Ici les Enfoirés» de Les Enfoirés «Right Round» de Flo Rida con Kesha                                      |
| Anteriores: «PowNed!» de P3 «Make You Feel My Love» de Adele                                                                                      | Dutch Top 40 — Sencillo N°1 4 de abril de 2009 — 18 de abril de 2009 2 de mayo de 2009 — 9 de mayo de 2009                                                           | Siguientes: «De dag dat alles beter is» de Nick & Simon «Beggin» de Madcon                                              |

### Certificaciones
| País           | Organismo certificador | Certificación                              | Ventas certificadas | Ref.           |
| -------------- | ---------------------- | ------------------------------------------ | ------------------- | -------------- |
| Alemania       | BVMI                   | 4× Platino                                 | 1 200 000           | [ 66 ]         |
| Australia      | ARIA                   | 15× Platino                                | 1 050 000           | [ 89 ] [ 196 ] |
| Austria        | IFPI — Austria         | Platino                                    | 30 000              | [ 197 ]        |
| Bélgica        | IFPI — Bélgica         | Platino                                    | 30 000              | [ 198 ]        |
| Brasil         | ABPD                   | Diamante                                   | 160 000             | [ 199 ]        |
| Canadá         | CRIA                   | 8× Platino                                 | 640 000             | [ 53 ]         |
| Dinamarca      | IFPI — Dinamarca       | 2× Platino                                 | 60 000              | [ 200 ]        |
| España         | PROMUSICAE             | 2× Platino                                 | 80 000              | [ 201 ]        |
| Estados Unidos | RIAA                   | Diamante                                   | 10 000              | [ 47 ]         |
| Finlandia      | IFPI — Finlandia       | Platino                                    | 10 000              | [ 202 ]        |
| Italia         | FIMI                   | 2× Platino                                 | 60 000              | [ 203 ]        |
| Japón          | RIAJ                   | Platino (digital)                          | 250 000             | [ 204 ]        |
| Japón          | RIAJ                   | Platino (ringtone)                         | 250 000             | [ 205 ]        |
| Japón          | RIAJ                   | Platino (LLG vs. GLG Radio Mix — ringtone) | 250 000             | [ 206 ]        |
| Noruega        | IFPI — Noruega         | 4× Platino                                 | 240 000             | [ 207 ]        |
| Nueva Zelanda  | RIANZ                  | 2× Platino                                 | 30 000              | [ 95 ]         |
| Reino Unido    | BPI                    | 4× Platino                                 | 2 400 000           | [ 62 ]         |
| Rusia          | NFPP                   | Platino                                    | 50 000              | [ 208 ]        |
| Suecia         | IFPI — Suecia          | 2× Platino                                 | 40 000              | [ 209 ]        |
| Suiza          | IFPI — Suiza           | 3× Platino                                 | 90 000              | [ 210 ]        |

### Anuales
| Australia     | Australian Singles Chart  | 14 |
| Nueva Zelanda | New Zealand Singles Chart | 6  |
| Rumania       | Romanian Top 100          | 9  |

| Italia | Italian Singles Chart    | 95 |
| Japón  | Japanese Singles Chart   | 62 |
| Europa | European Hot 100 Singles | 92 |

| Alemania          | German Singles Chart      | 1  |
| Australia         | Australian Singles Chart  | 11 |
| Austria           | Austrian Singles Chart    | 1  |
| Bélgica (Flandes) | Belgian Singles Chart     | 1  |
| Bélgica (Valonia) | Belgian Singles Chart     | 1  |
| Canadá            | Canadian Hot 100          | 2  |
| Dinamarca         | Danish Singles Chart      | 2  |
| España            | Spanish Singles Chart     | 13 |
| Estados Unidos    | Billboard Hot 100         | 2  |
| Francia           | French Singles Chart      | 4  |
| Hungría           | Hungarian Airplay Chart   | 9  |
| Irlanda           | Irish Singles Chart       | 3  |
| Italia            | Italian Singles Chart     | 3  |
| Nueva Zelanda     | New Zealand Singles Chart | 15 |
| Países Bajos      | Dutch Top 40              | 15 |
| Reino Unido       | UK Singles Chart          | 1  |
| Suecia            | Swedish Singles Chart     | 4  |
| Suiza             | Swiss Singles Chart       | 1  |
| Europa            | European Hot 100 Singles  | 1  |

### Decenales
| Alemania       | German Singles Chart     | 2  |
| Australia      | Australian Singles Chart | 4  |
| Austria        | Austrian Singles Chart   | 3  |
| Estados Unidos | Billboard Hot 100        | 42 |
| Reino Unido    | UK Singles Chart         | 15 |

## Premios y nominaciones
El sencillo «Poker Face» fue nominado en distintas ceremonias de premiación. A continuación, una lista de algunas de las candidaturas que obtuvo:
| Año  | Ceremonia de premiación                 | Premio                                 | Resultado | Ref.            |
| ---- | --------------------------------------- | -------------------------------------- | --------- | --------------- |
| 2009 | Billboard Year-End Chart Awards         | Canción European Hot 100               | Ganador   | [ 230 ]         |
| 2009 | Channel [V] Thailand Music Video Awards | Mejor video musical internacional      | Ganador   | [ 231 ]         |
| 2009 | Echo Awards                             | Canción del año nacional/internacional | Ganador   | [ 232 ] [ 233 ] |
| 2009 | Los premios MTV Latinoamérica           | Canción del año                        | Ganador   | [ 234 ]         |
| 2009 | Los premios MTV Latinoamérica           | Mejor ringtone                         | Nominado  | [ 234 ]         |
| 2009 | MTV Australia Awards                    | Mejor video                            | Nominado  | [ 235 ]         |
| 2009 | MTV Europe Music Awards                 | Mejor canción                          | Nominado  | [ 236 ] [ 237 ] |
| 2009 | MTV Video Music Awards                  | Video del año                          | Nominado  | [ 238 ]         |
| 2009 | MTV Video Music Awards                  | Mejor video femenino                   | Nominado  | [ 238 ]         |
| 2009 | MTV Video Music Awards                  | Mejor video pop                        | Nominado  | [ 238 ]         |
| 2009 | MTV Video Music Awards                  | Mejor video artista nuevo              | Ganador   | [ 238 ]         |
| 2009 | MuchMusic Video Awards                  | Mejor video de artista internacional   | Ganador   | [ 239 ]         |
| 2009 | MuchMusic Video Awards                  | Video favorito internacional           | Nominado  | [ 239 ]         |
| 2009 | StarShine Magazine Music Awards         | Canción del año                        | Ganador   | [ 240 ]         |
| 2009 | Premios Oye!                            | Grabación del año                      | Ganador   | [ 241 ] [ 242 ] |
| 2009 | The Record of the Year                  | Grabación del año                      | Ganador   | [ 243 ]         |
| 2009 | Teen Choice Awards                      | Mejor sencillo                         | Nominado  | [ 244 ]         |
| 2009 | Urban Music Awards                      | Mejor video musical                    | Nominado  | [ 245 ]         |
| 2010 | Premios Grammy                          | Canción del año                        | Nominado  | [ 5 ]           |
| 2010 | Premios Grammy                          | Grabación del año                      | Nominado  | [ 5 ]           |
| 2010 | Premios Grammy                          | Mejor grabación dance                  | Ganador   | [ 5 ]           |
| 2010 | BMI Music Awards                        | Reconocimiento BMI                     | Ganador   | [ 246 ]         |
| 2010 | NRJ Music Awards                        | Canción del año                        | Nominado  | [ 247 ]         |
| 2010 | World Music Awards                      | Mejor canción mundial del año          | Ganador   | [ 248 ] [ 249 ] |

## Historial de lanzamientos
| País           | Fecha                    | Formato                           | Ref.                            |
| -------------- | ------------------------ | --------------------------------- | ------------------------------- |
| Mundo          | 26 de septiembre de 2008 | Descarga digital                  | [ 250 ]                         |
| Australia      | 25 de octubre de 2008    | Descarga digital                  | [ 157 ]                         |
| Nueva Zelanda  | 25 de octubre de 2008    | Descarga digital                  | [ 158 ]                         |
| Estados Unidos | 16 de diciembre de 2008  | The Remixes EP — Descarga digital | [ 251 ] [ 252 ] [ 253 ] [ 254 ] |
| Canadá         | 16 de diciembre de 2008  | The Remixes EP — Descarga digital | [ 255 ]                         |
| Finlandia      | 22 de diciembre de 2008  | Poker Face EP - Descarga digital  | [ 163 ]                         |
| Francia        | 22 de diciembre de 2008  | Poker Face EP - Descarga digital  | [ 164 ] [ 257 ]                 |
| Noruega        | 22 de diciembre de 2008  | Poker Face EP - Descarga digital  | [ 165 ]                         |
| Portugal       | 22 de diciembre de 2008  | Poker Face EP - Descarga digital  | [ 166 ]                         |
| Bélgica        | 23 de enero de 2009      | Poker Face EP - Descarga digital  | [ 159 ]                         |
| Francia        | 23 de enero de 2009      | Poker Face EP - Descarga digital  | [ 160 ]                         |
| Francia        | 26 de enero de 2009      | Poker Face EP - Sencillo en CD    | [ 161 ]                         |
| Alemania       | 20 de febrero de 2009    | Poker Face EP - Descarga digital  | [ 152 ]                         |
| Finlandia      | 20 de febrero de 2009    | Poker Face EP - Descarga digital  | [ 153 ]                         |
| Noruega        | 20 de febrero de 2009    | Poker Face EP - Descarga digital  | [ 154 ]                         |
| Portugal       | 20 de febrero de 2009    | Poker Face EP - Descarga digital  | [ 155 ]                         |
| Suiza          | 20 de febrero de 2009    | Poker Face EP - Descarga digital  | [ 156 ]                         |
| Estados Unidos | 10 de marzo de 2009      | The Remixes EP — Sencillo en CD   | [ 258 ]                         |
| Reino Unido    | 10 de marzo de 2009      | Poker Face EP - Sencillo en CD    | [ 176 ]                         |
| Francia        | 10 de marzo de 2009      | The Remixes EP — Sencillo en CD   | [ 259 ]                         |
| Francia        | 10 de marzo de 2009      | The Remixes EP — Disco de vinilo  | [ 260 ]                         |
| Reino Unido    | 5 de abril de 2009       | Poker Face EP - Disco de vinilo   | [ 261 ]                         |
| Reino Unido    | 9 de abril de 2009       | Poker Face EP - Descarga digital  | [ 169 ] [ 170 ]                 |
| Irlanda        | 9 de abril de 2009       | Poker Face EP - Descarga digital  | [ 168 ]                         |
| Alemania       | 12 de abril de 2009      | Poker Face EP - Sencillo en CD    | [ 175 ]                         |
| Alemania       | 12 de abril de 2009      | Poker Face EP - Disco de vinilo   | [ 262 ]                         |
| Alemania       | 12 de abril de 2009      | Sencillo en CD                    | [ 263 ]                         |
| Alemania       | 12 de abril de 2009      | Disco de vinilo                   | [ 264 ]                         |
| Japón          | 13 de abril de 2009      | Disco de vinilo                   | [ 172 ]                         |
| Reino Unido    | 13 de abril de 2009      | Poker Face EP - Sencillo en CD    | [ 265 ]                         |
| Canadá         | 14 de abril de 2009      | Disco de vinilo                   | [ 266 ]                         |
| Canadá         | 14 de abril de 2009      | Sencillo en CD                    | [ 267 ]                         |
| Francia        | 14 de abril de 2009      | Sencillo en CD                    | [ 268 ]                         |
| Francia        | 14 de abril de 2009      | Disco de vinilo                   | [ 269 ]                         |
| Japón          | 14 de abril de 2009      | Sencillo en CD                    | [ 270 ]                         |
| Finlandia      | 3 de junio de 2009       | The Remixes EP - Descarga digital | [ 271 ]                         |
| Japón          | 3 de junio de 2009       | The Remixes EP - Descarga digital | [ 272 ]                         |
| Noruega        | 3 de junio de 2009       | The Remixes EP - Descarga digital | [ 273 ]                         |
| Portugal       | 3 de junio de 2009       | The Remixes EP - Descarga digital | [ 274 ]                         |